# Trencsénselmec
Trencsénselmec (1899-ig Styávnyik, szlovákul Štiavnik) község Szlovákiában, a Zsolnai kerületben, a Nagybiccsei járásban.

## Fekvése
Nagybiccsétől 11 km-re északnyugatra, a Selmec-patak partján fekszik. Több kis telep tartozik hozzá a Selmec völgyében.

## Története

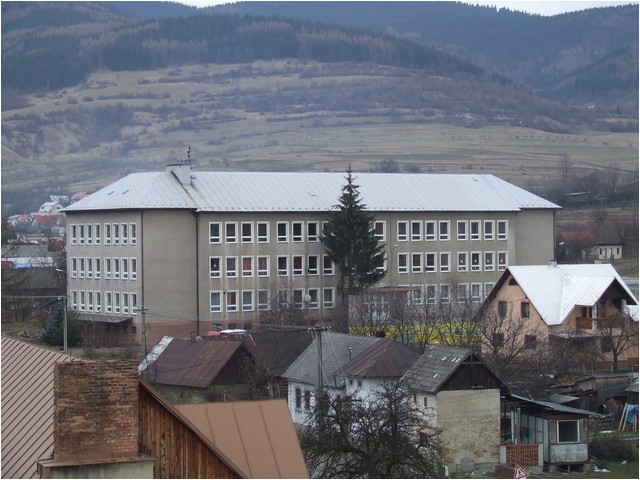
Az alapiskola épülete

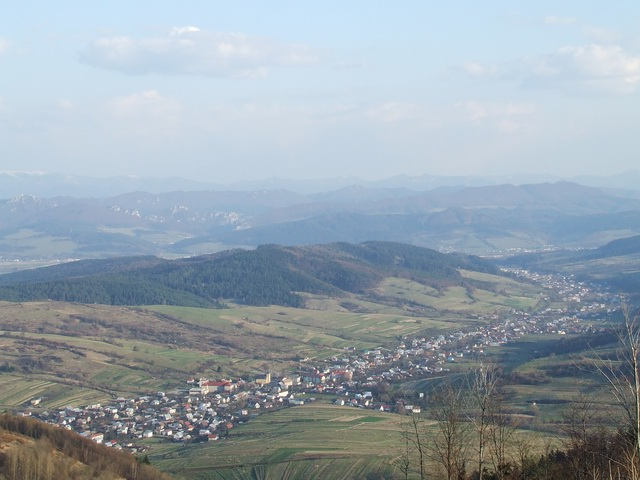
A község látképe

A település a vlach jog alapján keletkezett a 14. században, 1439-ben „possessio seu villa Sczewnyk” alakban említik először. 1458-ban „Chewnyk”, 1498-ban „Schawnyk”, 1598-ban „Stiavnik” néven szerepel a korabeli forrásokban. A vágbesztercei váruradalom része volt. 1598-ban 44 ház állt a településen. 1784-ben 712 házában 3210 lakos élt. 1828-ban 561 háza és 5760 lakosa volt. Lakói mezőgazdasággal, erdei munkákkal, faárukészítéssel, drótos mesterséggel foglalkoztak.
Fényes Elek 1851-ben kiadott geográfiai szótárában így ír a faluról: „Schavnik, (Styavnik), tót falu, Trencsén vmegyében, szinte a hegyek közt: 3781 kath. 85 zsidó lak. Kath. paroch. templom; synagoga; fürész malom. F. u. b. Balassa, gr. Szapáry. Ut. p. Trencsén.”
A trianoni békéig Trencsén vármegye Nagybiccsei járásához tartozott.

## Népessége
| Év:            | 1994. | 2004.   | 2014.   | 2024.   |
| -------------- | ----- | ------- | ------- | ------- |
| Emberek száma: | 3944  | 4097    | 4101    | 3920    |
| Eltérés:       |       | +3,87 % | +0,09 % | -4,41 % |

| Év:            | 2023. | 2024.   |
| -------------- | ----- | ------- |
| Emberek száma: | 3933  | 3920    |
| Eltérés:       |       | -0,33 % |

1910-ben 3591, túlnyomórészt szlovák lakosa volt.
2001-ben 4083 lakosából 4054 fő szlovák volt.
2011-ben 4066 lakosából 3952 szlovák volt.

## Neves személyek
- Itt született 1990-ben Ján Kuciak meggyilkolt szlovák oknyomozó újságíró, egyetemi oktató.

## Nevezetességei
- Római katolikus temploma 1771-ben épült a régi templom alapjain barokk stílusban.

## Külső hivatkozások
- Trencsénselmec hivatalos honlapja
- E-obce.sk Archiválva 2008. december 4-i dátummal a Wayback Machine-ben
- Községinfó
- Trencsénselmec Szlovákia térképén